# Pseudautomeris latus
Pseudautomeris latus är en fjärilsart som beskrevs av Conte 1906. Pseudautomeris latus ingår i släktet Pseudautomeris och familjen påfågelsspinnare. Inga underarter finns listade i Catalogue of Life.